# San Diego, Texas
San Diego là một thành phố thuộc quận Duval, tiểu bang Texas, Hoa Kỳ. Năm 2010, dân số của xã này là 4488 người.

## Dân số
- Dân số năm 2000: 4753 người.
- Dân số năm 2010: 4488 người.